# لاندولف الأول من كابوا
لاندولف الأول (795 - 843) وسمي بالمسن، كان أول غاستالد  كابوا من عائلته والتي ستحكم كابوا حتى 1058. وفقًا لكروناكا ديلا ديناستيا دي كابوا حكم في كابوا القديمة لخمس وعشرين عامًا وأربعة أشهر ولعام آخر في كابوا الجديدة. 